# 万歳平城
万歳平城（まんざいへいじょう）は、奈良県大和高田市（旧・大和国葛下郡）にあった日本の城（平城）。万歳城（まんざいじょう）とも呼ばれる。

## 歴史
万歳平城は、大和国葛下郡に勢力を築いた万歳氏の城郭である。万歳氏は平安時代後期から平田荘（葛下郡・広瀬郡）の荘官を務めた氏族で、室町時代には平田八荘官の1つに数えられた。万歳平城はその居館が発達したものとされている。万歳山城（葛城市）も万歳氏の城郭とみられるが、平安時代以来の万歳氏の所領にある万歳平城の方が万歳氏の本城だったと考えられる。
万歳氏は応仁の乱の際、越智方に付いた。文明7年（1475年）5月、布施氏により万歳散郷が焼かれ、6月には筒井順尊が合力した布施方が万歳城を攻めた。城方は打って出てこれを破り、筒井順尊は河内国に落ち延びることとなった。
永正4年（1507年）10月に赤沢長経が大和に侵攻して国中（奈良盆地）を制圧すると、筒井氏ら大和の国衆は国中を退いた後、11月に周辺の山々から国中へと攻め入った。その際、筒井氏や十市氏の軍勢は高田城と万歳城を拠点とした。この戦いで大和国衆らは敗れ、大和は「一国悉以焼払」われたという（『多聞院日記』）。
永禄11年（1568年）10月より、将軍・足利義昭と織田信長の援軍を得た松永久秀・久通父子が敵対する筒井方国人を攻め始める。同年12月に万歳郷が焼かれ、翌永禄12年（1569年）4月、松永父子により万歳城が攻められた。
天正8年（1580年）8月、織田信長から筒井順慶に対し、郡山城を除く大和の城の破却が命じられた。万歳平城はこの時破却されたと考えられる。

## 所在地と構造
万歳平城は、現在の奈良県大和高田市大字市場にあったとされる。その具体的な位置について『日本城郭大系』は春日神社境内地とその西側の土地としているが、野崎清孝はその東に隣接する、名倉北池を含む一帯（市場および池田）としている。『角川日本地名大辞典』も同様に、名倉北池一帯に所在したとしている。現在の奈良県の埋蔵文化財包蔵地地図（遺跡地図）では、名倉北池およびその西側縁部を覆うように包蔵地範囲が設定されている。遺跡の登録IDは「13B-0093」。
『大和高田市史』掲載の古図によると、東西約50メートル、南北約75メートルの長方形の主郭があり、その周囲を幅の広い堀に囲まれていた。『日本城郭大系』は、主郭の西に出郭があり、出郭の西と南に二重の堀があったとしている。城の全体は条里地割に従った方1町で、方形居館が城郭化した典型的な例とされる。城下には市場が設けられ、現在の地名「市場」につながったとされている。